# Шикшин, Илья Валерьевич
Шикши́н Илья́ Вале́рьевич (род. 7 мая 1990, Казань) —  один из сильнейших игроков в го в Европе, 7 дан EGF, 8 дан РФГ(б), 4 профессиональный дан. Заслуженный мастер спорта России.

## Биография
Родился 7 мая 1990 года, в Казани. Играть начал в 5 лет, под руководством своего отца — заслуженного тренера России Валерия Шикшина, обучившего и других чемпионов Европы по го — сестру Ильи Светлану (3-й профи дан) и Александра Динерштейна (также 3-й профи дан). Стажировался в го в Корее.
В 2010 году был кандидатом в депутаты в городскую думу Казани от КПРФ.
В 2014 году закончил Казанский государственный университет. Увлекается музыкой, поэзией, художественной самодеятельностью.

## Разряды и достижения в го
- 1999: 1 дан.
- 2005: 6 дан, гроссмейстер.
- 2006: 7 дан.
- 2015: 1 профессиональный дан[8].
- 2019: 3 профессиональный дан[9].
- 2021: 4 профессиональный дан[10].

Многократный чемпион Европы по го (2007, 2010, 2011, 2016, 2017, 2019, 2020, 2021), чемпион России по го (2005, 2006, 2007, 2009, 2012, 2014—2017), обладатель Кубка России по го (2009, 2010), победитель многих других соревнований по го: Кубка генерального консульства КНР , Кубка Хангыля  .
С 2014 года занимает первую позицию в российских рейтинг-листах EGF и РФГ(б)
Учётная запись на KGS — roln111, на OGS — roin90.